# HMS Iris (1877)
Pour les autres navires du même nom, voir HMS Iris.
Le HMS Iris est un croiseur de la Royal Navy utilisé de 1877 à 1904. Calqué sur les vapeurs civils rapides, il est le premier navire de guerre britannique fait d'acier. Avec son sister ship le HMS Mercury, ils sont les vaisseaux les plus rapides de la marine britannique à l'époque de leur construction.

## Construction
Mis sur cale le 10 novembre 1875 au chantier naval Pembroke Dock au Pays de Galles, il est lancé le 12 avril 1877 et achevé le 18 avril 1879. Le HMS Iris et le HMS Mercury forment la Classe Iris (en). Le HMS Iris est fait du meilleur acier britannique provenant de la fonderie Landore Siemens Steel Co. de Swansea. C'est un trois-mâts barque (12 voiles) à machines à vapeur auxiliaires doté de deux cheminées et deux hélices jumelées. Sa coque à double fond est divisée en une soixantaine de compartiments. L'Amirauté britannique privilégiant la vitesse à la protection, le croiseur est dépourvu de blindage. Les 780 t de combustible (charbon) stockées autour des machines offrent un semblant de protection.
Il est donné pour 101 m de long, 14,03 m de large et un tirant d'eau de 6,71 m. Il déplace 3 735 t. Il est mû par 4 machines à vapeur compound horizontales de type Maudslay pour un total de huit cylindres qui délivrèrent 7 556 ch et la vitesse de 18,58 nœuds le premier août 1878 aux essais. En ordre de marche normale on table sur 6 000 ch. En mai 1880, une vitesse de 17 nœuds est obtenue en ordre de bataille. À sa construction, il est armé de dix canons rayés de 64 livres à chargements par la bouche. Obsolète dès le début, cet armement est modifié deux fois par la suite.

## Histoire
D'avril 1879 à avril 1880, on procède à son neuvage. Il est armé le 27 avril 1880. Il est capé par le capitaine Edward Hobart Seymour (1840-1929), futur Amiral de la flotte, à la tête de 274 membres d'équipage. De 1880 à 1887, il intègre la Mediterranean Fleet avec Malte pour port d'attache. En 1885, il est reclassé en aviso de seconde classe. De 1887 à 1903, il est placé en réserve à Portsmouth. En 1903-1904, toujours à Portsmouth, son rôle se limite à navire de servitude portuaire. Il est vendu à la démolition en 1905.

## Sources

### Source de la traduction
- (en) Cet article est partiellement ou en totalité issu de l’article de Wikipédia en anglais intitulé « HMS Iris (1877) » (voir la liste des auteurs).